# 국도 제167호선 (일본)

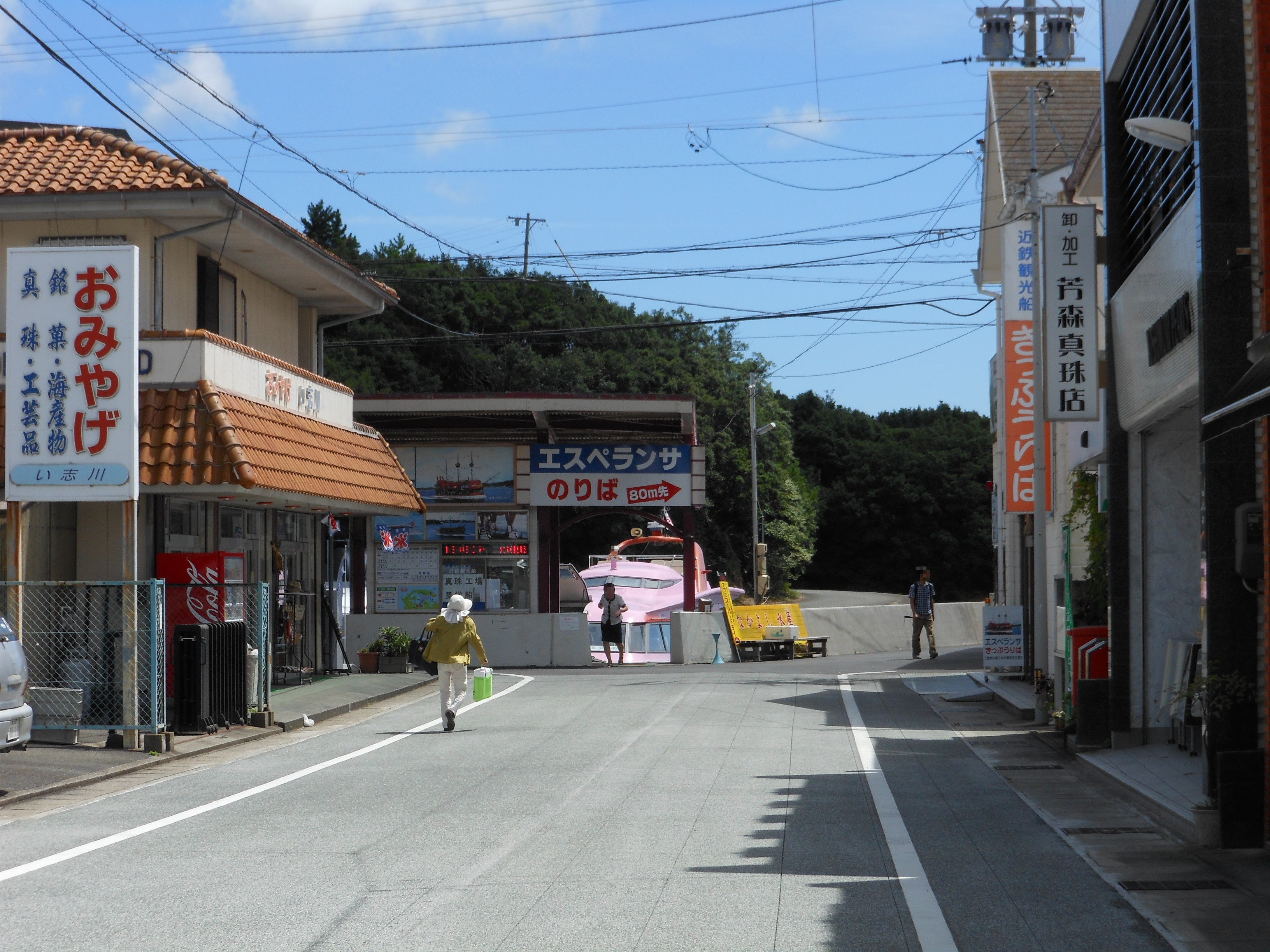
국도 167호선의 기점 부근
미에현 시마시 가시코지마항
시마시의 각 장소를 연결해 주는 선박편을 출항하고 있음
(국도 제260호선과의 기점)

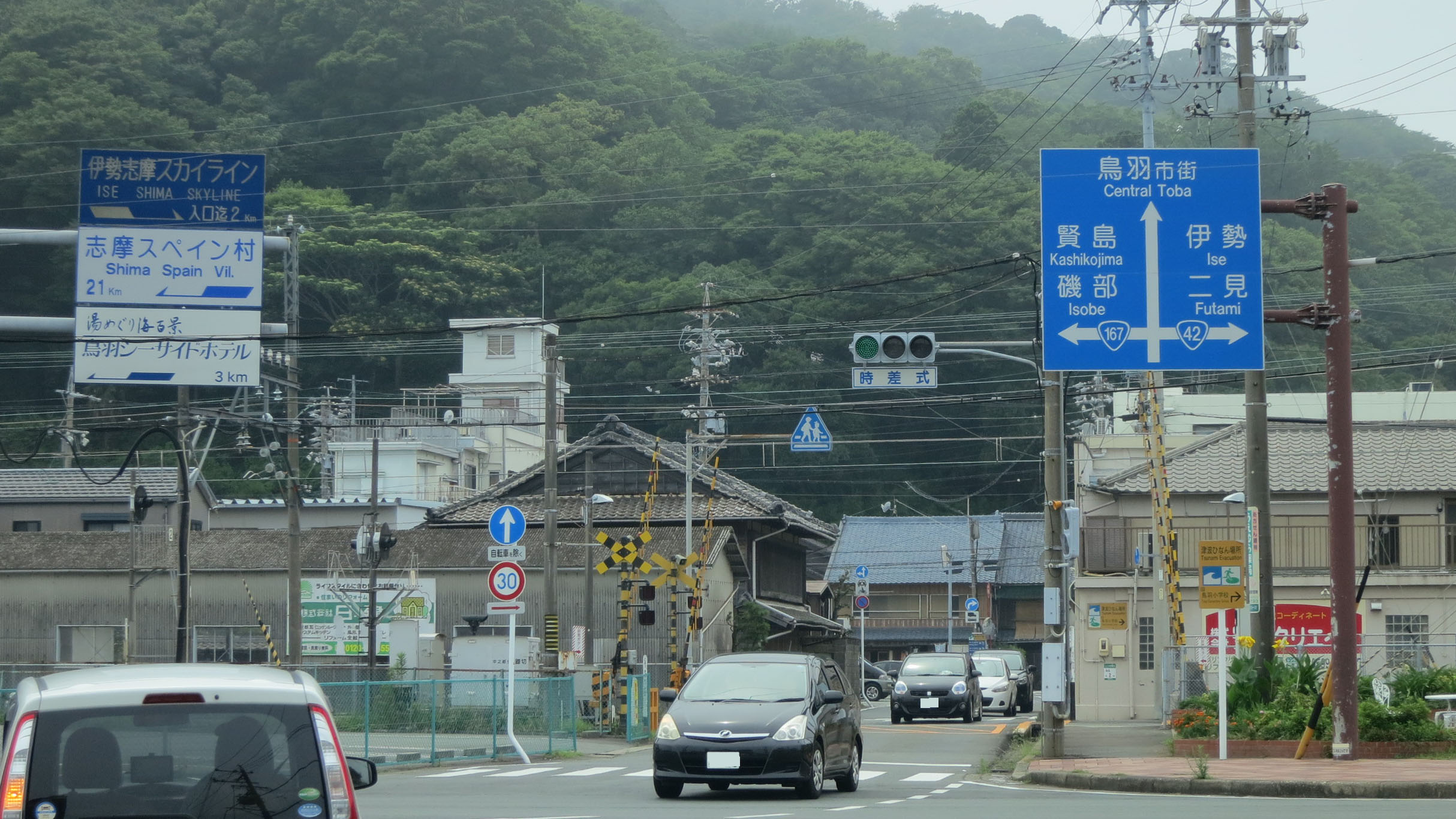
국도 42호선과의 분기
미에현 도바시 나카노고 교차로

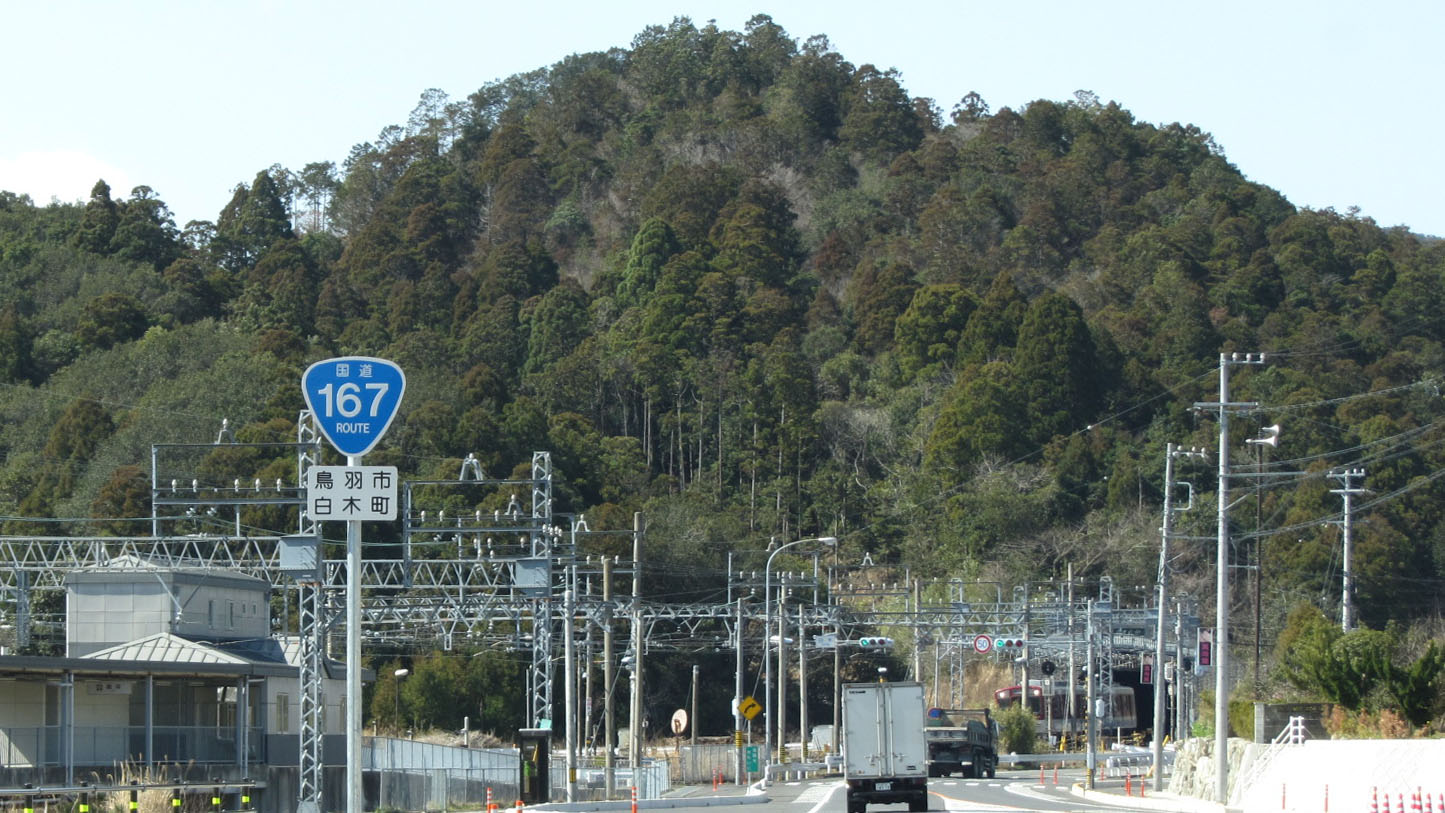
미에현 도바시 시라기초
(2011년 3월 촬영)

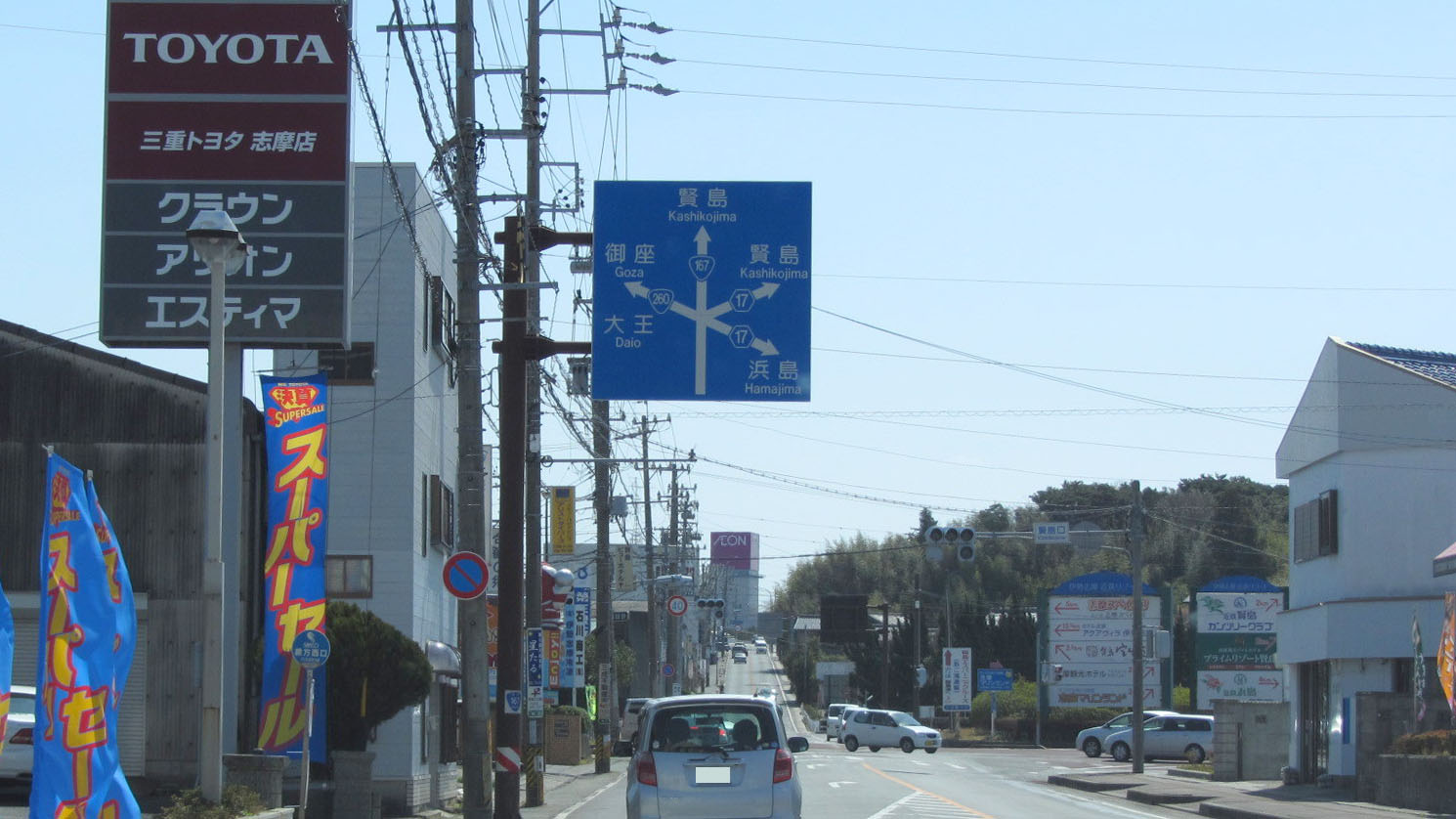
국도 제260호선과의 분기
미에현 시마시 아고초

국도 제167호선(일본어: 国道167号)은 미에현 시마시와 이세시를 이어주는 일본의 일반 국도로, 총 연장은 48.6 km, 실제 연장 35.5 km, 현도 29.1 km를 각각 이룬다.

## 노선 정보
일반 국도의 노선을 지정하고 있는 정령에 의거한 기종점 및 경유지는 다음과 같다.
- 기점 : 미에현 시마군(일본어판) 아고정[1] (긴테쓰 시마선 가시코지마역앞 교차로 = 국도 제260호선(일본어판)과의 기점)
- 종점 : 이세시 (도리초I.C 교차로 = 국도 제23호선과의 교점이자 국도 제42호선상)
- 중요한 경과지 : 도바시
- 총 연장 : 48.6 km[2]
- 중용 연장 : 13.1 km
- 미공용 연장 : 없음
- 실제 연장 : 35.5 km
  - 현도 : 29.1 km
  - 구도 : 6.4 km
  - 신도 : 없음
- 지정 구간 : 42번 국도와의 중복 구간(도바시 나카노고 교차로 - 이세시 도리초I.C 교차로)

## 역사
- 1953년 5월 18일 : 2급 국도 167호 시메노우라 우지야마다선[3]으로 지정 시행
- 1960년 6월 20일 : 정령 개정에 따른 행정명 변경으로 인해 2급 국도 167호선의 정식 명칭은 시메노우라 이세 선으로 지정 시행, 그러나 명칭만 개정
- 1965년 4월 1일 : 1·2급 국도의 구분을 모조리 없애고 일반 국도 167호선으로 전환
- 1993년 4월 1일 : 종전 와카야마시에서 쓰시까지 이르는 구간을 이루었던 국도 42호선이 하마마쓰시에서 와카야마시까지 이르는 경로로 확 바뀌면서 도바시에서 이세시까지 이르는 구간이 중용 구간으로 편입

## 노선 개황

### 바이패스
- 이세시마 연락도로(일본어판)
- 제2이세 도로(일본어판, 중국어판)

### 통칭
- 도바도
  - 도바시의 긴테쓰 시마선 가미노고역 근처에 위치하고 있는 이자와노미야(일본어판)를 시점으로 하여, 도바를 경유, 지금의 미에현도 제37호 도바 마쓰자카 선(일본어판)을 따라 도사카 고개를 지나 이세 신궁의 내궁으로 이르는 구 가도이다. 해당 노선은 가미노고 역 부근에서 구쓰카케역을 제외한 전선 모두 일치된다.

### 도로 시설

#### 미치노에키
- 이세시마(일본어판)

## 지리

### 통과하는 지자체
- 미에현
  - 시마시 - 도바시 - 이세시

### 통과하는 도로
국도
- 국도 제23호선
- 국도 제42호선
- 국도 제260호선
- 국도 제259호선

현도 (미에현도)
- 미에현도 제17호선
- 미에현도 제16호선
- 미에현도 제32호선
- 미에현도 제61호선
- 미에현도 제47호선
- 미에현도 제750호선
- 미에현도 제37호선
- 미에현도 제102호선
- 미에현도 제576호선

기타 도로
- 제2이세 도로(일본어판, 중국어판)